# Station Taulov
Station Taulov is een station in Fredericia, Denemarken.